# Ustyrlig
Ustyrlig (dt.: „Unkontrollierbar“, internationaler Titel Unruly, dt.: „Widerspenstig“) ist ein dänischer Spielfilm von Malou Reymann aus dem Jahr 2022. Das Filmdrama ist inspiriert von tatsächlichen Ereignissen, die sich in den 1930er-Jahren in der Kellerschen Anstalt für sogenannte „unangepasste Mädchen“ auf der Insel Sprogø zutrugen. Die Hauptrollen übernahmen Emilie Kroyer Koppel und Jessica Dinnage.
Der Film wurde am 10. September 2022 beim Toronto International Film Festival uraufgeführt.

## Handlung
Dänemark im Jahr 1933: Die willensstarke Maren wird von den Behörden als widerspenstig und promiskuitiv angesehen. Aus Sorge, das Verhalten des 17-jährigen Mädchens könnte andere anstacheln, wird sie in eine psychiatrische Klinik auf der kleinen Insel Sprogø geschickt. Hier soll Maren lernen, sich als anständige junge Frau zu benehmen. In der Einrichtung teilt sie sich ein Zimmer mit Sørine. Marens Bettnachbarin weilt seit sechs Jahren auf Sprogø und hat scheinbar verinnerlicht, wie sie sich „richtig“ zu benehmen hat. Sørine soll Maren helfen, sich in der Anstalt für „unangepasste Mädchen“ zurechtzufinden und ihr Verhalten zu ändern. Maren weigert sich aber und kämpft gegen das Kliniksystem an. Ihr Verhalten hinterlässt bleibenden Eindruck bei Sørine. Langsam bauen beide ein Vertrauensverhältnis und eine Freundschaft zueinander auf. Dies hat am Ende schreckliche Konsequenzen für beide Mädchen.

## Entstehungsgeschichte

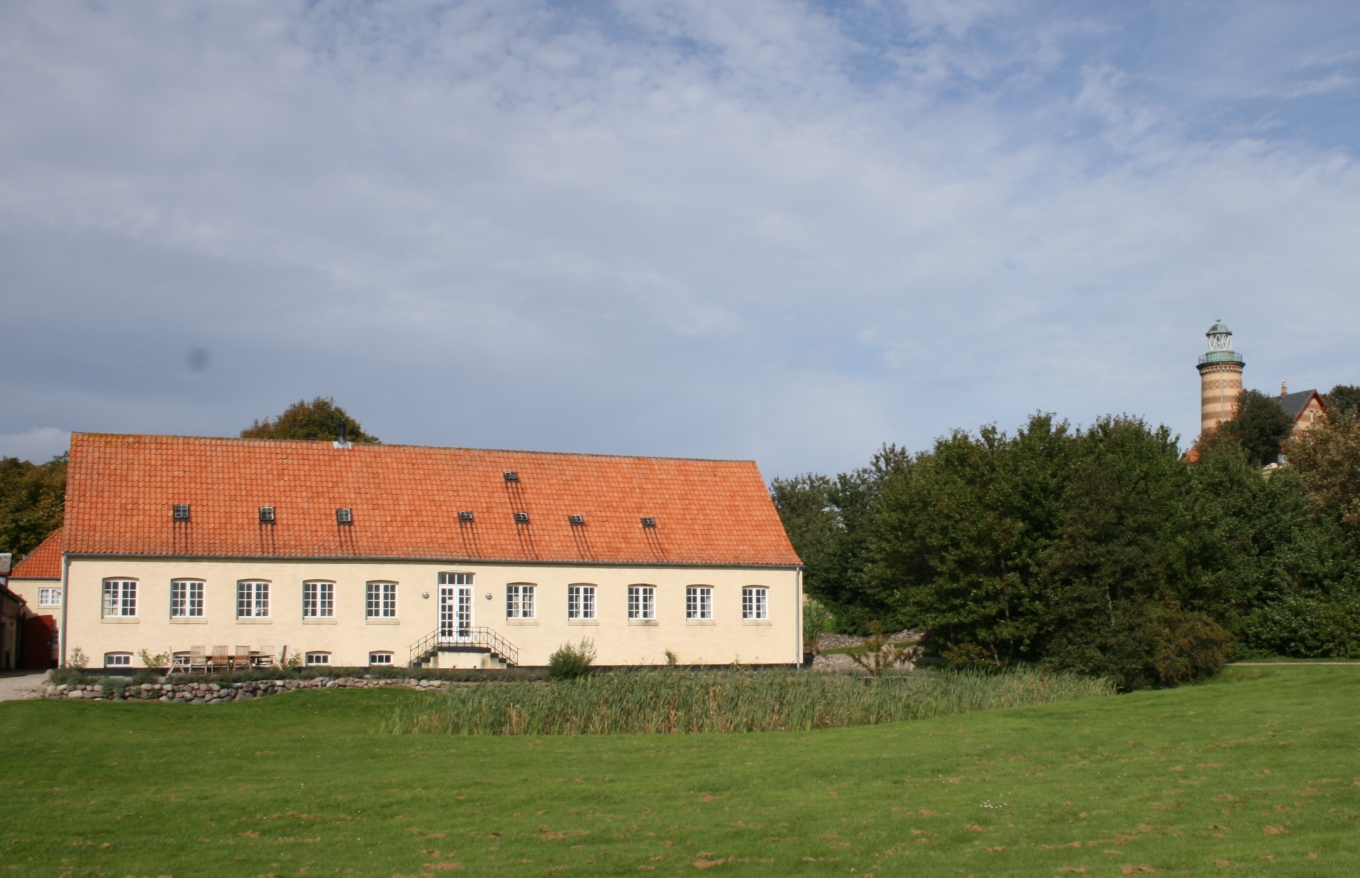
Ehemaliges Mädchenheim auf Sprogø (2007)

Ustyrlig ist der zweite Spielfilm der dänischen Regisseurin Malou Reymann. Das Drehbuch schrieb sie gemeinsam mit Sara Isabella Jønsson, während Matilda Appelin für Nordisk Film das Werk produzierte. Das Projekt wurde auch vom Dänischen Filminstitut, Schwedischen Filminstitut und öffentlich-rechtlichen DR unterstützt. Ihr Film handle „von einem dunklen Kapitel der dänischen Geschichte, in dem der Staat Frauen, die nicht den Erwartungen der Gesellschaft an sie entsprachen, jahrelang auf eine abgelegene Insel schickte und sie dann sterilisierte. Leider ist es im Jahr 2022 wieder so relevant geworden, darüber zu sprechen, wie sogar westliche Gesellschaften den Körper von Frauen kontrollieren wollen. Aber das Schöne daran, einen Film über die Weiblichkeit zu machen, ist, dass, egal wie sehr man versucht, weibliche Stärke niederzuhalten und zu unterdrücken, sie Wege finden wird, um zu überleben. Darin habe ich Hoffnung in dieser brutalen Geschichte gefunden […]“, so Reymann.
Für die Hauptrollen der wilden Maren und der selbstgerechten sowie autoritätstreuen Sørine verpflichtete Reymann die 19-jährige Emilie Kroyer Koppel und Jessica Dinnage. Mit letztgenannter Schauspielerin hatte sie bereits in ihrem preisgekrönten Spielfilmdebüt Eine total normale Familie (2020) zusammengearbeitet. Weitere Rollen bekleideten Lene Maria Christensen, Anders Heinrichsen und Danica Curcic. Christensen spielt die Leiterin des Mädchenheims, Fräulein Nielsen. Diese arbeitet eng mit dem Oberarzt Wildenskov zusammen, der die Zwangssterilisationen verantwortet. Curcic ist als Landesleiterin der Mädchenanstalt zu sehen. Kamera und Schnitt verantworteten Sverre Sørdal und Ida Bregninge, die selbige Aufgabe auch bei Eine total normale Familie innehatten.
Die Dreharbeiten fand u. a. im Herbst 2021 in Vestsjælland auf der Insel Seeland und in Kopenhagen statt.

## Veröffentlichung
Die Premiere des Films erfolgte am 10. September 2022 beim Filmfestival von Toronto. Dort wurde Reymanns Regiearbeit in die Sektion „Discovery“ aufgenommen.
Ein regulärer Kinostart in Dänemark soll ab 9. März 2023 im Verleih von Nordisk Film Distribution erfolgen.